# Informační výchova
Informační výchova je záměrný a cílevědomý proces záměrného formování osobnosti jedince tak, aby byl připravený na vytváření získávání, zpracovávání a využívání informací v osobním i pracovním životě.
Jedná se o proces vytváření následujících kompetencí:
- vědomosti z disciplín zabývajících se shromažďováním, zpracováváním, uchováváním, zpřístupňováním a využíváním různých druhů dokumentů a odborných informací,
- dovednosti a návyky pro práci s různými druhy a typy dokumentů.